# 포카레카레 아나
《포카레카레 아나》(마오리어: Pōkarekare Ana, 거세게 물결치는)는 뉴질랜드 마오리족의 전통 민요이다. 같은 주제의 노래가 오래 전부터 불려온 듯 보이고 비슷비슷한 여러 가지 버전이 있지만 현재 널리 불리고 있는 버전은 비교적 근대인 20세기 초에 정립된 것으로 서양음악의 영향을 받아 새롭게 작곡된 신민요이다. 1914년 북부지역에서 널리 불릴 때에는 호키앙가 해변을 노래하였으나 1917년 동부 지역의 버전이 전 세계에 알려지면서 와이아푸 해변으로 가사가 바뀌었다. 세계적으로 가장 널리 알려진 뉴질랜드 민요로 뉴질랜드에서는 누구든 이 노래를 연주할 수 있을 정도이다.

## 편곡과 전파
동부 마오리족 정치인이었던 퍼레이어 토모아나와 아피라나 응아타가 1919년 본격적으로 현재의 버전을 보급하기 시작하였지만 그들은 이 노래를 뉴질랜드 북부의 오클랜드에서 수집하였다고 한다. 아마도 제1차 세계 대전의 와중에 유럽 전선 참전을 위해 오클랜드에서 훈련하던 마오리족 병사들의 노래가 기원일 것이다.
가사의 몇몇 지명은 버전마다 조금씩 다르다. 예를 들어 첫 구절의 와이아푸는 버전에 따라 북섬의 로토루아 호수로 불리기도 한다. 아마도 로토루아 호수와 얽힌 《히네모아와 투타네카이》 이야기가 가사에 반영된 것으로 보인다. 이 전설에서 《로미오와 줄리엣》과 같은 앙숙의 집안으로 결혼이 금지된 히네모아는 투타네카이를 만나기 위해 거친 로토루아 호수의 물결을 헤엄쳐 건너간다. 그러나 여러 버전으로 바뀌고 영어로 번역되면서 첫 소절의 지명은 때때로 변화하였다.
《포카레카레 아나》의 초기 버전은 4분의 3 박자였으나 널리 알려지면서 4분의 2 박자로 변형되었고 오늘날엔 주로 2박자의 노래가 불리지만 후렴은 여전히 3박자로 불린다.
대한민국에서는 《연가》(戀歌)라는 노래로 번안되어 알려졌다. 한국전쟁에 참가한 뉴질랜드군에 의해 소개되었다는 이야기가 있지만 세계적으로 널리 알려진 노래이기 때문에 다른 경로로 전해졌을 가능성이 크다. 뉴질랜드군의 전파 이야기는 마땅한 근거가 없다.
2009년 김용화 영화 《국가대표》에는 1987년생의 뉴질랜드가 자랑하는 팝페라 가수 헤일리 웨스튼라(Hayley Westenra)가 부른 《포카레카레 아나》가 삽입되었다.

## 가사
마오리어에서 Pōkarekare는 "거칠게 물결치다"를 의미하는 동사이고 Ana는 계속됨을 나타내는 말이다. 따라서 Pōkarekare Ana 는 "거세게 물결치는" 이라는 의미가 된다. 마오리어 가사와 의미는 다음과 같다.
마오리어

1. Pōkarekare ana ngā wai o Waiapu,

Whiti atu koe hine marino ana e.

후렴: E hine e hoki mai ra.

Ka mate ahau I te aroha e.

2. Tuhituhi taku reta tuku atu taku rīngi,

Kia kite tō iwi raru raru ana e.

3. Whatiwhati taku pene ka pau aku pepa,

Ko taku aroha mau tonu ana e.

4. E kore te aroha e maroke i te rā,

Mākūkū tonu i aku roimata e.

번역

1. 거세게 이는 물결이 와이아푸에 닿을 때

네가 건너 온다면 잔잔해 지겠네

후렴: 돌아오라 내사랑,

널 사랑하기에 죽을 수도 있다네

2. 편지를 쓰고 반지를 남기니,

그대 부족이 본다면 내 문제를 알겠지

3. 내 펜은 부러지고 종이도 떨어졌으나

내 사랑은 여전히 영원하구나

4. 태양도 내 사랑을 메마르게 못하리

내 눈물로 그것을 적실테니

### 번안곡
한국어 가사로 번안한 사람이 누구인지는 알려져 있지 않다. 번안곡 《연가》의 가사는 다음과 같다.
1. 비바람이 치던 바다 잔잔해져 오면

오늘 그대 오시려나 저 바다 건너서

후렴: 그대만을 기다리리

내사랑 영원히 기다리리

2. 밤하늘에 반짝이는 별빛도 아름답지만

사랑스런 그대 눈은 더욱 아름다워라